# Gneo Cornelio Dolabella (console 159 a.C.)
Gneo Cornelio Dolabella (latino: Cneus Cornelius Dolabella) (fl. II secolo a.C.) fu un politico e un militare della Repubblica romana.

## Biografia
Fu edile curule nel 165 a.C. con Sesto Giulio Cesare, nell'anno in cui fu rappresentata per la prima volta la Hecyra di Terenzio in occasione dei Ludi Megalenses, come è riportato nella didascalia introduttiva della stessa opera .
Nel 159 a.C. fu eletto console con Marco Fulvio Nobiliore.